# Horbury
Horbury è un villaggio inglese del distretto di Wakefield, nella contea metropolitana del West Yorkshire, regione di  Yorkshire e Humber.
È sito a nord del fiume Calder, circa 5 km a sud-ovest di Wakefield ed a 3 km a sud di Ossett.
Già zona industriale tessile e metalmeccanica (vagoni ferroviari), è oggi un villaggio prevalentemente residenziale.